# Jochen Schmid
Jochen Schmid (Backnang, 13 de agosto de 1963) fue un piloto de motociclismo alemán. Su mejor resultado fue en 1992 cuando acabó séptimo en 250cc, y octavo la temporada siguiente. Schmid compitió en el Campeonato del Mundo de Superbikes desde 1994 to 1997 y 1999, con dos podios en Hockenheim en 1995.

## Resultados de carrera

### Campeonato del Mundo de Motociclismo

#### Carreras por año
Sistema de puntos desde 1969 a 1987:
| Posición | 1.º | 2.º | 3.º | 4.º | 5.º | 6.º | 7.º | 8.º | 9.º | 10.º |
| Puntos   | 15  | 12  | 10  | 8   | 6   | 5   | 4   | 3   | 2   | 1    |

Sistema de puntos desde 1988 a 1992:
| Posición | 1.º | 2.º | 3.º | 4.º | 5.º | 6.º | 7.º | 8.º | 9.º | 10.º | 11.º | 12.º | 13.º | 14.º | 15.º |
| Puntos   | 20  | 17  | 15  | 13  | 11  | 10  | 9   | 8   | 7   | 6    | 5    | 4    | 3    | 2    | 1    |

(Carreras en negrita indica pole position, carreras en cursiva indica vuelta rápida)
| Año  | Clase | Moto          | 1      | 2       | 3       | 4      | 5       | 6      | 7       | 8       | 9       | 10     | 11      | 12      | 13      | 14     | 15      | Pts. | Pos. |
| ---- | ----- | ------------- | ------ | ------- | ------- | ------ | ------- | ------ | ------- | ------- | ------- | ------ | ------- | ------- | ------- | ------ | ------- | ---- | ---- |
| 1986 | 250cc | Honda NSR250  | ESP -  | NAT -   | GER 31  | AUT 21 | YUG -   | NED 19 | BEL Ret | FRA -   | GBR -   | SWE -  | RSM -   |         |         |        |         | 0    | NC   |
| 1987 | 250cc | Yamaha YZR250 | JPN -  | ESP 12  | GER 14  | NAT 21 | AUT 20  | YUG 24 | NED 18  | FRA Ret | GBR 22  | SWE 25 | CZE -   | RSM 31  | POR -   | BRA -  | ARG -   | 0    | NC   |
| 1988 | 250cc | Honda NSR250  | JPN -  | USA -   | ESP DNQ | EXP 23 | NAT DNQ | GER 24 | AUT 27  | NED 22  | BEL 20  | YUG 22 | FRA 24  | GBR 19  | SWE 27  | CZE 10 | BRA Ret | 6    | 33.º |
| 1989 | 250cc | Honda NSR250  | JPN 23 | AUS 16  | USA 13  | ESP 13 | NAT 19  | GER 10 | AUT 11  | YUG 7   | NED -   | BEL -  | FRA Ret | GBR 14  | SWE 11  | CZE 21 | BRA 13  | 36   | 16.º |
| 1990 | 250cc | Honda NSR250  | JPN 11 | USA 8   | ESP 6   | NAT 5  | GER 5   | AUT 12 | YUG 10  | NED 6   | BEL 10  | FRA 17 | GBR 10  | SWE Ret | CZE 10  | HUN 14 | AUS 9   | 92   | 8.º  |
| 1991 | 250cc | Honda NSR250  | JPN 13 | AUS 8   | USA 10  | ESP 7  | ITA 8   | GER 8  | AUT 7   | EUR 8   | NED Ret | FRA 8  | GBR 5   | RSM 10  | CZE 7   | VDM 6  | MAL 12  | 96   | 8.º  |
| 1992 | 250cc | Yamaha YZR250 | JPN 12 | AUS 11  | MAL 5   | ESP 8  | ITA 11  | EUR 5  | GER 12  | NED 6   | HUN 8   | FRA 4  | GBR 5   | BRA 5   | RSA 7   |        |         | 58   | 7.º  |
| 1993 | 250cc | Yamaha YZR250 | AUS 12 | MAL Ret | JPN 14  | ESP 9  | AUT 14  | GER 13 | NED Ret | EUR 12  | RSM 15  | GBR 7  | CZE 9   | ITA 10  | USA Ret | FIM 11 |         | 50   | 14.º |